# Đảo Gough
Đảo Gough /ˈɡɒf/ là một hòn đảo núi lửa ở phía nam Đại Tây Dương. Nó là một hòn đảo thuộc nhóm đảo Tristan da Cunha và một phần của Saint Helena, Ascension và Tristan da Cunha, lãnh thổ hải ngoại thuộc Anh. Hòn đảo không có người ở, ngoại trừ các nhân viên của một trạm dự báo thời tiết (thường là 6 người) theo một chương trình về môi trường tự nhiên ở Nam Cực và Nam Đại Dương đã duy trì liên tục trên đảo từ năm 1956. Đây là một trong những nơi xa xôi nhất có sự hiện diện của con người liên tục.

## Tên
Hòn đảo này lần đầu tiên được đặt tên là Ilha de Gonçalo Alvares trên bản đồ Bồ Đào Nha (Tây Ban Nha: Isla de Gonzalo Álvarez). Nó được đặt tên là đảo Gough sau khi thuyền trưởng Charles Gough nhìn thấy hòn đảo này vào năm 1732. Sự nhầm lẫn của người Bồ Đào Nha với tên vị thánh Gonçalo với ngôn ngữ Tây Ban Nha là Diego đã dẫn đến sự nhầm lẫn thành "đảo Diego Alvarez" trong nguồn tiếng Anh từ năm 1800 đến năm 1930.

## Địa lý
Đảo Gough là hình chữ nhật với chiều dài 13 km (8,1 dặm) và có chiều rộng 7 km (4,3 dặm). Nó có diện tích 91 km 2 (35 sq mi) và nơi cao nhất đạt trên 900 m (3.000 ft) so với mực nước biển. Các đỉnh cao nhất trên đảo bao gồm Edinburgh Peak, Hags Tooth, Mount Rowett, Sea Elephant Bay, Quest Bay, và Hawkins Bay.
Xung quanh đảo còn có các đảo và đảo đá như đảo Tây Nam, đảo Saddle (Nam), Tristiana Rock, Isolda Rock (Tây), đảo Round, đảo Cone, Lot's Wife, Church Rock (Bắc), đảo Chim cánh cụt (Đông bắc), và đảo Đô đốc (Đông).. Đây là hòn đảo đơn, một nơi gồ ghề, hòn đảo gần nhất cách khoảng 400 km (250 dặm) về phía đông nam, cách đất liền gần nhất là tới Cape Town với 2.700 km (1.700 dặm), và hơn 3.200 km (2.000 dặm) tới điểm gần nhất của Nam Mỹ.

## Thiên nhiên
Đảo Gough cùng với Inaccessible là khu bảo vệ động vật hoang dã, đã được công nhận là di sản thế giới của UNESCO. Nó đã được mô tả là một trong những hệ sinh thái ít biến động nhất và là một trong những nơi cư trú tốt nhất cho các loài chim biển ở Đại Tây Dương. Đặc biệt, gần như toàn bộ số lượng của loài chim hải âu Tristan (Diomedea dabbenena) và hải bão Đại Tây Dương (Pterodroma incerta) trên thế giới. Tuy nhiên, tháng 4 năm 2007 các nhà nghiên cứu được công bố bằng chứng cho thấy tình trạng băng tan, cùng với việc chuột nhắt nhà sinh sôi quá nhanh (ăn trứng và chim non) có thể khiến hai loài này đang đứng bên bờ vực tuyệt chủng. Hòn đảo cũng là nơi sinh sống của loài chim kịch đảo Gough (Gallinula comeri), và cực kỳ nguy cấp sơn ca Gough (Rowettia goughensis).
Với số lượng chim đa dạng, hòn đảo này được xác định là một vùng chim quan trọng (IBA) của Hiệp hội Quốc tế Bảo vệ các loài chim như là vùng chim đặc hữu và địa điểm sinh sản cho các loài chim biển, bao gồm các loài: chim cánh cụt Rockhopper phương Bắc (144.000 cặp chim bố mẹ), hải âu Tristan (1000-1500 cặp), hải âu bồ hóng (5000 đôi), hải âu vàng mỏ lớn Đại Tây Dương (5000 đôi), Pachyptila vittata (100.000 đôi), hải bão Kerguelen (20.000 cặp), hải bão lông mịn (50.000 cặp), hải bão Đại Tây Dương (20.000 cặp), hải bão cánh lớn (5000 đôi), hải bão xám (10.000 cặp), hải âu lớn (100.000 đôi), hải âu nhỏ (10.000 cặp), hải bão lưng xám (10.000 cặp), hải bão mặt trắng (10.000 cặp), hải bão bụng trắng (10.000 cặp), nhàn Nam Cực (500 cặp), Skuas Nam Cực (500 cặp), kịch đảo Gough (2500 cặp) và sơn ca Gough (3000 con)

## Bản đồ

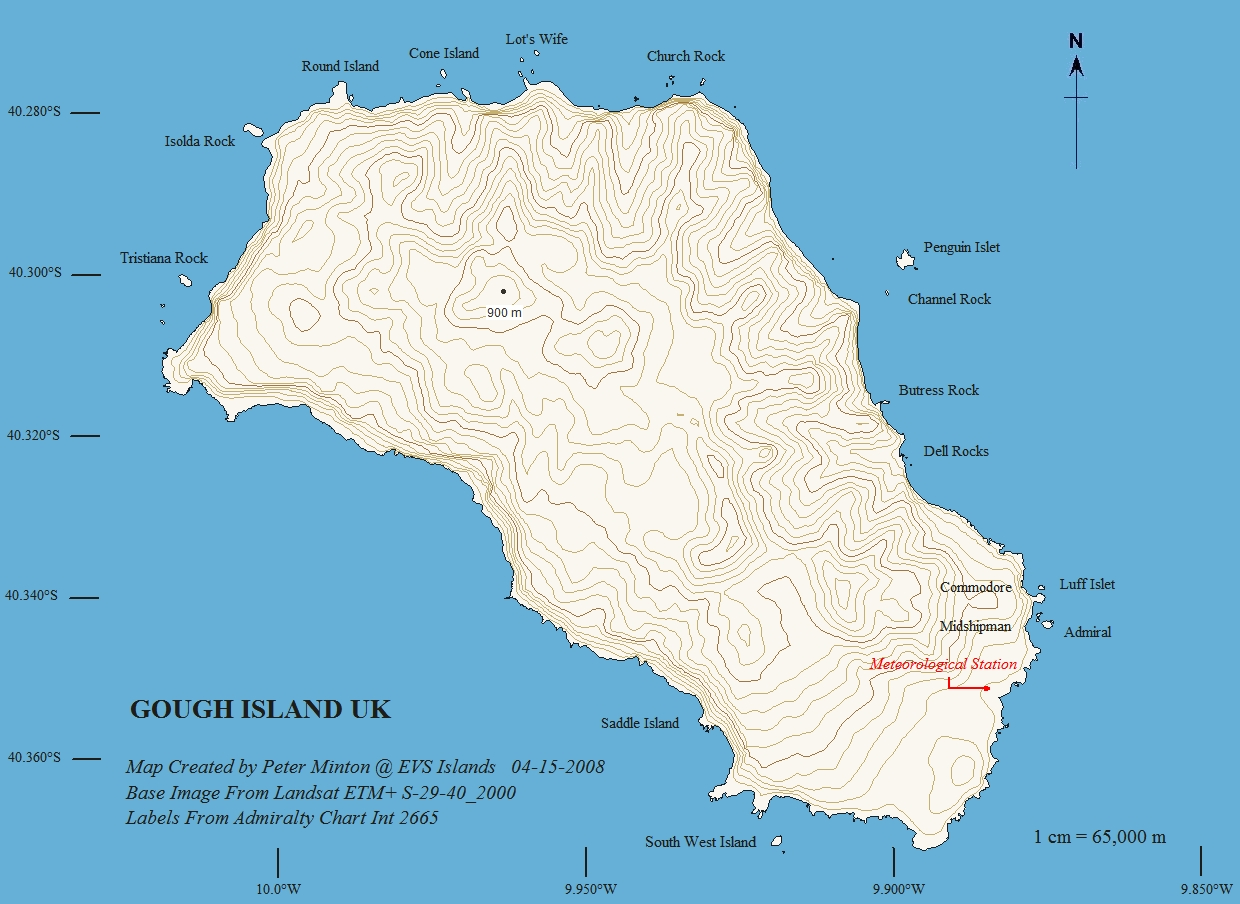
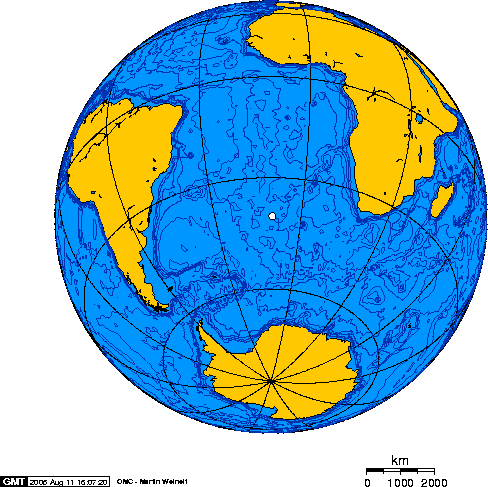
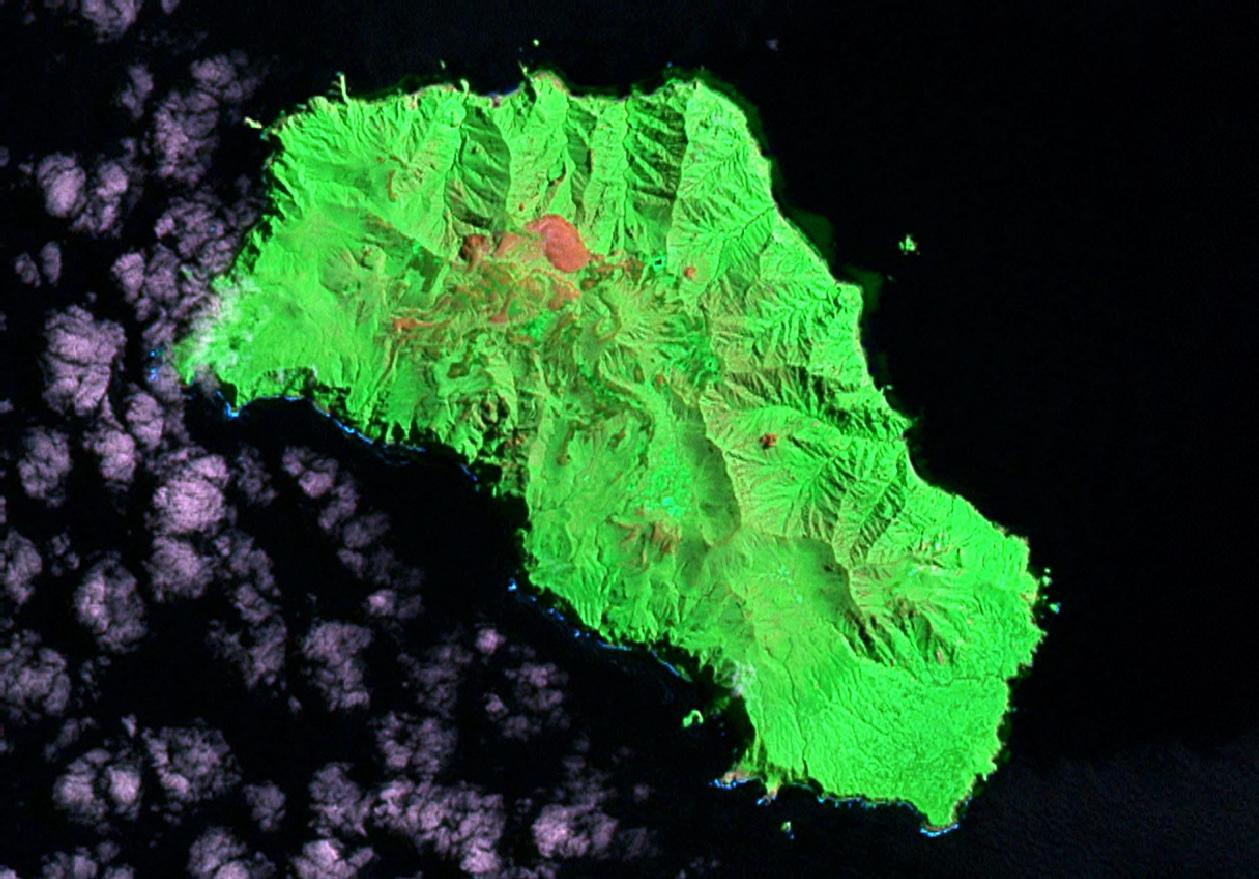

## Khí hậu
| Dữ liệu khí hậu của Đảo Gough            | Dữ liệu khí hậu của Đảo Gough | Dữ liệu khí hậu của Đảo Gough | Dữ liệu khí hậu của Đảo Gough | Dữ liệu khí hậu của Đảo Gough | Dữ liệu khí hậu của Đảo Gough | Dữ liệu khí hậu của Đảo Gough | Dữ liệu khí hậu của Đảo Gough | Dữ liệu khí hậu của Đảo Gough | Dữ liệu khí hậu của Đảo Gough | Dữ liệu khí hậu của Đảo Gough | Dữ liệu khí hậu của Đảo Gough | Dữ liệu khí hậu của Đảo Gough | Dữ liệu khí hậu của Đảo Gough |
| Tháng                                    | 1                             | 2                             | 3                             | 4                             | 5                             | 6                             | 7                             | 8                             | 9                             | 10                            | 11                            | 12                            | Năm                           |
| ---------------------------------------- | ----------------------------- | ----------------------------- | ----------------------------- | ----------------------------- | ----------------------------- | ----------------------------- | ----------------------------- | ----------------------------- | ----------------------------- | ----------------------------- | ----------------------------- | ----------------------------- | ----------------------------- |
| Cao kỉ lục °C (°F)                       | 26.4 (79.5)                   | 25.7 (78.3)                   | 25.9 (78.6)                   | 22.6 (72.7)                   | 20.5 (68.9)                   | 19.0 (66.2)                   | 19.3 (66.7)                   | 18.6 (65.5)                   | 19.3 (66.7)                   | 21.4 (70.5)                   | 23.9 (75.0)                   | 25.1 (77.2)                   | 26.4 (79.5)                   |
| Trung bình ngày tối đa °C (°F)           | 17.2 (63.0)                   | 17.4 (63.3)                   | 16.9 (62.4)                   | 15.4 (59.7)                   | 13.7 (56.7)                   | 12.4 (54.3)                   | 11.5 (52.7)                   | 11.2 (52.2)                   | 11.5 (52.7)                   | 12.9 (55.2)                   | 14.9 (58.8)                   | 16.2 (61.2)                   | 14.3 (57.7)                   |
| Trung bình ngày °C (°F)                  | 13.9 (57.0)                   | 14.4 (57.9)                   | 13.9 (57.0)                   | 12.8 (55.0)                   | 11.3 (52.3)                   | 10.0 (50.0)                   | 9.1 (48.4)                    | 8.9 (48.0)                    | 8.9 (48.0)                    | 10.1 (50.2)                   | 11.9 (53.4)                   | 13.2 (55.8)                   | 11.5 (52.7)                   |
| Tối thiểu trung bình ngày °C (°F)        | 11.1 (52.0)                   | 11.6 (52.9)                   | 11.3 (52.3)                   | 10.4 (50.7)                   | 8.9 (48.0)                    | 7.6 (45.7)                    | 6.6 (43.9)                    | 6.5 (43.7)                    | 6.6 (43.9)                    | 7.8 (46.0)                    | 9.4 (48.9)                    | 10.3 (50.5)                   | 9.0 (48.2)                    |
| Thấp kỉ lục °C (°F)                      | 5.3 (41.5)                    | 5.1 (41.2)                    | 4.8 (40.6)                    | 3.7 (38.7)                    | 1.4 (34.5)                    | 0.1 (32.2)                    | −0.9 (30.4)                   | −2.7 (27.1)                   | 0.2 (32.4)                    | 0.5 (32.9)                    | 2.4 (36.3)                    | 4.1 (39.4)                    | −2.7 (27.1)                   |
| Lượng Giáng thủy trung bình mm (inches)  | 210 (8.3)                     | 183 (7.2)                     | 254 (10.0)                    | 276 (10.9)                    | 286 (11.3)                    | 310 (12.2)                    | 273 (10.7)                    | 304 (12.0)                    | 270 (10.6)                    | 249 (9.8)                     | 213 (8.4)                     | 241 (9.5)                     | 3.069 (120.9)                 |
| Số ngày giáng thủy trung bình (≥ 1.0 mm) | 16                            | 13                            | 18                            | 19                            | 21                            | 22                            | 23                            | 21                            | 20                            | 18                            | 16                            | 18                            | 225                           |
| Độ ẩm tương đối trung bình (%)           | 81                            | 82                            | 82                            | 82                            | 82                            | 83                            | 83                            | 83                            | 81                            | 81                            | 81                            | 81                            | 82                            |
| Số giờ nắng trung bình tháng             | 183.8                         | 148.8                         | 123.3                         | 95.6                          | 83.7                          | 60.4                          | 71.7                          | 87.5                          | 101.6                         | 128.5                         | 161.4                         | 182.9                         | 1.429,2                       |
| Nguồn 1: NOAA                            |                               |                               |                               |                               |                               |                               |                               |                               |                               |                               |                               |                               |                               |
| Nguồn 2: climate-charts.com              |                               |                               |                               |                               |                               |                               |                               |                               |                               |                               |                               |                               |                               |